# Sardínia
Sardínia är en ort i Grekland.   Den ligger i prefekturen Nomós Aitolías kai Akarnanías och regionen Västra Grekland, i den centrala delen av landet, 240 km väster om huvudstaden Aten. Sardínia ligger 72 meter över havet och antalet invånare är 1 064.
Terrängen runt Sardínia är kuperad åt sydost, men åt nordväst är den platt. Sardínia ligger nere i en dal. Runt Sardínia är det ganska glesbefolkat, med 32 invånare per kvadratkilometer. Närmaste större samhälle är Amfilochía, 3,9 km sydväst om Sardínia. 